# Karel II. Rumunský
Karel II. Rumunský (rumunsky: Carol II.) (15. října 1893, Sinaia – 4. dubna 1953, Estoril) byl mezi lety 1930 a 1940 čtvrtý rumunský král z dynastie Hohenzollernů.

## Život a vláda
Budoucí král Karel se narodil 15. října 1893 ve městě Sinaia v Rumunsku jako nejstarší ze šesti dětí korunního prince (od roku 1914 krále) Ferdinanda a jeho manželky Marie, dcery druhého syna britské královny Viktorie, Alfréda, vévody z Edinburghu.
V roce 1918 si coby korunní princ tajně vzal za ženu neurozenou Jolanu Lambrino, čímž způsobil obrovský skandál a manželství bylo již dalšího roku vládou prohlášeno za neústavní a neplatné. Přesto stihli počít syna Karla, který se narodil v lednu 1920, nebyl ovšem uznán za člena královské rodiny.
10. března roku 1921 se princ Karel v Athénách oženil s řeckou princeznou Helenou Řeckou a Dánskou, s níž měl syna Michala, pozdějšího rumunského krále. Manželství ovšem nebylo šťastné; s Helenou se nechal rozvést v roce 1928.
Pro svou pověst playboye a probíhající milostný vztah s neurozenou Elenou Lupescu, přičemž byl stále ženatý s princeznou Helenou, byl Karel zbaven svých dědických práv, a králem se tak po Ferdinandově smrti v roce 1927 stal Karlův tehdy šestiletý syn Michal, za kterého vládla regentská rada.
Karel odešel ze země do Francie, ale 7. června 1930 se svévolně vrátil a vynutil si nástup na trůn. O den později byl prohlášen rumunským králem. Během své vlády zavedl v Rumunsku královskou diktaturu.
Ve druhé světové válce Rumunsko bojovalo po boku Třetí říše, aniž to pro něj zpočátku mělo jakýkoli přínos. Naopak přišlo za druhé vídeňské arbitráže o severní Sedmihradsko, které bylo přiděleno expandujícímu Maďarsku. Roku 1940 též okupoval Sovětský svaz Severní Bukovinu a Besarábii, proto byl nucen král Karel II. abdikovat ve prospěch svého syna Michala (v té době už devatenáctiletého) a znovu odešel do exilu. Určující vliv v zemi ostatně zůstal v rukou předsedy vlády, maršála Iona Antonescu. Král Michal od té doby svého otce již neviděl a osobně jej zavrhl.
Karel II. zemřel 4. dubna 1953 ve městě Estoril v Portugalsku, kde byl také pochován. V roce 2003 byly jeho ostatky přemístěny do Curtea de Argeș v Rumunsku.

## Rodina
Karlovou první ženou byla Jolana „Zizi“ Lambrino, s níž měl syna Karla (8. leden 1920 – 27. leden 2006), přičemž manželství bylo anulováno ještě před jeho narozením. Karel (Carol) Lambrino se po otcově smrti úspěšně soudil o uznání za legitimního potomka a dědice a o právo používat příjmení Hohenzollern (to se netýkalo dynastického následnictví, protože pocházel z morganatického sňatku).
Karlovou druhou ženou se stala rovnorodá princezna Helena Řecká a Dánská, kterou si vzal 10. března 1921 v Athénách. O sedm a půl měsíce později se jim narodil jejich jediný syn Michal (pozdější rumunský král). Úřednice z paláce oznámily předčasné narození, avšak šířily se i spekulace, že syn byl počat ještě před svatbou. Helena a Karel II. byli rozvedeni roku 1928.
Jeho třetí a poslední manželkou byla jeho dlouholetá milenka Elena Lupescu, později známá jako Magdaléna Lupescu. Karel si ji vzal za ženu 3. června 1947 v Rio de Janeiro.

## Vývod z předků
|           |                                 |  |                                    |                                       |  |  |  |  |  |  |  | Karel von Hohenzollern-Sigmaringen |
|           |                                 |  |                                    |                                       |  |  |  |  |  |  |  |                                    |
|           | Karel Antonín Hohenzollernský   |  |                                    |                                       |  |  |  |  |  |  |  |                                    |
|           |                                 |  |                                    |                                       |  |  |  |  |  |  |  |                                    |
|           |                                 |  |                                    | Marie Antoinette Muratová             |  |  |  |  |  |  |  |                                    |
|           |                                 |  |                                    |                                       |  |  |  |  |  |  |  |                                    |
|           | Leopold Hohenzollernský         |  |                                    |                                       |  |  |  |  |  |  |  |                                    |
|           |                                 |  |                                    |                                       |  |  |  |  |  |  |  |                                    |
|           |                                 |  |                                    | Karel Ludvík Fridrich Bádenský        |  |  |  |  |  |  |  |                                    |
|           |                                 |  |                                    |                                       |  |  |  |  |  |  |  |                                    |
|           | Josefína Bádenská               |  |                                    |                                       |  |  |  |  |  |  |  |                                    |
|           |                                 |  |                                    |                                       |  |  |  |  |  |  |  |                                    |
|           |                                 |  |                                    | Stéphanie de Beauharnais              |  |  |  |  |  |  |  |                                    |
|           |                                 |  |                                    |                                       |  |  |  |  |  |  |  |                                    |
|           | Ferdinand I. Rumunský           |  |                                    |                                       |  |  |  |  |  |  |  |                                    |
|           |                                 |  |                                    |                                       |  |  |  |  |  |  |  |                                    |
|           |                                 |  |                                    | Ferdinand Sasko-Kobursko-Gothajský    |  |  |  |  |  |  |  |                                    |
|           |                                 |  |                                    |                                       |  |  |  |  |  |  |  |                                    |
|           | Ferdinand II. Portugalský       |  |                                    |                                       |  |  |  |  |  |  |  |                                    |
|           |                                 |  |                                    |                                       |  |  |  |  |  |  |  |                                    |
|           |                                 |  |                                    | Maria Antonia Koháry de Csábrág       |  |  |  |  |  |  |  |                                    |
|           |                                 |  |                                    |                                       |  |  |  |  |  |  |  |                                    |
|           | Antonie Portugalská             |  |                                    |                                       |  |  |  |  |  |  |  |                                    |
|           |                                 |  |                                    |                                       |  |  |  |  |  |  |  |                                    |
|           |                                 |  |                                    | Petr I. Brazilský                     |  |  |  |  |  |  |  |                                    |
|           |                                 |  |                                    |                                       |  |  |  |  |  |  |  |                                    |
|           | Marie II. Portugalská           |  |                                    |                                       |  |  |  |  |  |  |  |                                    |
|           |                                 |  |                                    |                                       |  |  |  |  |  |  |  |                                    |
|           |                                 |  |                                    | Marie Leopoldina Habsbursko-Lotrinská |  |  |  |  |  |  |  |                                    |
|           |                                 |  |                                    |                                       |  |  |  |  |  |  |  |                                    |
| Karel II. |                                 |  |                                    |                                       |  |  |  |  |  |  |  |                                    |
|           |                                 |  |                                    |                                       |  |  |  |  |  |  |  |                                    |
|           |                                 |  | Arnošt I. Sasko-Kobursko-Gothajský |                                       |  |  |  |  |  |  |  |                                    |
|           |                                 |  |                                    |                                       |  |  |  |  |  |  |  |                                    |
|           | Albert Sasko-Kobursko-Gothajský |  |                                    |                                       |  |  |  |  |  |  |  |                                    |
|           |                                 |  |                                    |                                       |  |  |  |  |  |  |  |                                    |
|           |                                 |  |                                    | Luisa Sasko-Gothajsko-Altenburská     |  |  |  |  |  |  |  |                                    |
|           |                                 |  |                                    |                                       |  |  |  |  |  |  |  |                                    |
|           | Alfréd Sasko-Kobursko-Gothajský |  |                                    |                                       |  |  |  |  |  |  |  |                                    |
|           |                                 |  |                                    |                                       |  |  |  |  |  |  |  |                                    |
|           |                                 |  |                                    | Eduard August Hannoverský             |  |  |  |  |  |  |  |                                    |
|           |                                 |  |                                    |                                       |  |  |  |  |  |  |  |                                    |
|           | královna Viktorie               |  |                                    |                                       |  |  |  |  |  |  |  |                                    |
|           |                                 |  |                                    |                                       |  |  |  |  |  |  |  |                                    |
|           |                                 |  |                                    | Viktorie Sasko-Kobursko-Saalfeldská   |  |  |  |  |  |  |  |                                    |
|           |                                 |  |                                    |                                       |  |  |  |  |  |  |  |                                    |
|           | Marie Edinburská                |  |                                    |                                       |  |  |  |  |  |  |  |                                    |
|           |                                 |  |                                    |                                       |  |  |  |  |  |  |  |                                    |
|           |                                 |  |                                    | Mikuláš I. Pavlovič                   |  |  |  |  |  |  |  |                                    |
|           |                                 |  |                                    |                                       |  |  |  |  |  |  |  |                                    |
|           | Alexandr II. Nikolajevič        |  |                                    |                                       |  |  |  |  |  |  |  |                                    |
|           |                                 |  |                                    |                                       |  |  |  |  |  |  |  |                                    |
|           |                                 |  |                                    | Šarlota Pruská                        |  |  |  |  |  |  |  |                                    |
|           |                                 |  |                                    |                                       |  |  |  |  |  |  |  |                                    |
|           | Marie Alexandrovna Romanovová   |  |                                    |                                       |  |  |  |  |  |  |  |                                    |
|           |                                 |  |                                    |                                       |  |  |  |  |  |  |  |                                    |
|           |                                 |  |                                    | Ludvík II. Hesenský                   |  |  |  |  |  |  |  |                                    |
|           |                                 |  |                                    |                                       |  |  |  |  |  |  |  |                                    |
|           | Marie Alexandrovna              |  |                                    |                                       |  |  |  |  |  |  |  |                                    |
|           |                                 |  |                                    |                                       |  |  |  |  |  |  |  |                                    |
|           |                                 |  |                                    | Vilemína Luisa Bádenská               |  |  |  |  |  |  |  |                                    |
|           |                                 |  |                                    |                                       |  |  |  |  |  |  |  |                                    |